# 永瀬正彦
永瀬 正彦（ながせ まさひこ、1964年3月8日 - ）は、実業家・編集者・著述家。有限会社永瀬事務所の代表取締役社長（バイヤーズ・ガイド編集発行人）。食材・食品の情報を“伝えたい”メーカーと“知りたい”バイヤーとを結びつけるため、2008年に創刊した『バイヤーズ・ガイド』の編集発行人を務める。同誌を通じて2008年から2009年にかけて、経済産業省『にっぽんe物産市』の中央事務局として活躍。現在、中央省庁や地方自治体の各種審議会委員や有識者としてアドバイザーを務める。

## 経歴
1964年（昭和39年）3月8日、東京都渋谷区生まれ。父親は耳鼻科の開業医であった。1976年（昭和51年）、慶應義塾中等部に入学。同級生に市川右團次 （3代目）がいた。その後、慶應義塾高等学校を経て、慶應義塾大学経済学部に入学。高橋潤二郎教授の経済地理学ゼミに所属していた。また、大学時代は體育會空手部に所属していた。1986年（昭和61年）慶應義塾大学経済学部卒業後、株式会社リクルート入社。就職情報誌事業部および広告事業部で求人誌の編集部・編集企画室を経る。1992年（平成4年）独立。1995年（平成7年）1年間、ソフトバンク株式会社で編集アドバイザーを兼任。1999年（平成11年）有限会社永瀬事務所を法人登記し取締役に就任。2008年に創刊した『バイヤーズ・ガイド』の編集発行人となり、現在は中央省庁や地方自治体の各種審議会委員や有識者としてアドバイザーも務める。

## 委員
2024年（令和6年度）
- 地域活性化伝道師（内閣府）
- 『令和6年度 地域産業資源活用事業計画等』評価委員（関東経済産業局）
- 『令和6年度 農商工等連携事業・農商工等連携支援事業』評価委員（関東経済産業局）
- 『農業政策短期特別研修　農業政策コース』講師（政策研究大学院大学）
- 復興水産販路回復アドバイザー（復興水産加工業販路回復促進センター）

2023年（令和5年度）
- 地域活性化伝道師（内閣府）
- 『令和5年度 地域産業資源活用事業計画等』評価委員（関東経済産業局）
- 『令和5年度 農商工等連携事業・農商工等連携支援事業』評価委員（関東経済産業局）
- 『農業政策短期特別研修　農業政策コース』講師（政策研究大学院大学）
- 復興水産販路回復アドバイザー（復興水産加工業販路回復促進センター）

2022年（令和4年度）
- 地域活性化伝道師（内閣府）
- 『令和4年度 地域産業資源活用事業計画等』評価委員（関東経済産業局）
- 『令和4年度 農商工等連携事業・農商工等連携支援事業』評価委員（関東経済産業局）
- 熊本産品輸出パートナー（熊本市）
- 『農業政策短期特別研修　農業政策コース』講師（政策研究大学院大学）
- 復興水産販路回復アドバイザー（復興水産加工業販路回復促進センター）

2021年（令和3年度）
- 地域活性化伝道師（内閣府）
- 『地域食農連携プロジェクト推進事業』LFPコーディネーター（農林水産省）
- 『令和3年度 地域産業資源活用事業計画等』評価委員（関東経済産業局）
- 『令和3年度 農商工等連携事業・農商工等連携支援事業』評価委員（関東経済産業局）
- 『食のとやまブランドマーケティング戦略委員会』マーケティングアドバイザー（富山県）
- 『農業政策短期特別研修　農業政策コース』講師（政策研究大学院大学）
- 『地域ビジネスによる地域経済の活性化講座』講師（全国市町村研修財団）

2020年（令和2年度）
- 『広域関東圏知的財産戦略本部』本部員（関東経済産業局）
- 『自治体を中心とした地域産業資源活用による売れる商品づくりモデル事業』総合コーディネーター（関東経済産業局）
- 『令和2年度JAPANブランド育成支援等事業費補助金』審査委員（関東経済産業局）
- 『地域資源・農商工連携の認定評価委員及び補助金』審査委員（関東経済産業局）
- 『食のとやまブランドマーケティング戦略委員会』マーケティングアドバイザー（富山県）
- 『農業政策短期特別研修　農業政策コース』講師（政策研究大学院大学）
- 復興水産販路回復アドバイザー（復興水産加工業販路回復促進センター）

2019年（平成31年度・令和元年度）
- 『広域関東圏知的財産戦略本部』本部員（関東経済産業局）
- 『自治体を中心とした地域産業資源活用による売れる商品づくりモデル事業』総合コーディネーター（関東経済産業局）
- 『平成31年度外食産業等と連携した特用林産物の需要拡大対策事業』企画・検討委員（林野庁）
- 『地域産品ブランド化推進体制構築事業』総合プロデューサー（青森県）
- 『食のとやまブランドマーケティング戦略委員会』マーケティングアドバイザー（富山県）
- 『農業政策短期特別研修　農業政策コース』講師（政策研究大学院大学）
- 復興水産販路回復アドバイザー（復興水産加工業販路回復促進センター）
- 地域百貨店活性化委員会　コーディネーター（日本百貨店協会）

2018年（平成30年度）
- 『自治体を中心とした地域産業資源活用による売れる商品づくりモデル事業』総合コーディネーター（関東経済産業局）
- 『地域資源・農商工連携の認定評価委員及び補助金』審査委員（関東経済産業局）
- 『平成29年度外食産業等と連携した特用林産物の需要拡大対策事業』企画・検討委員（林野庁）
- 『地域産品ブランド化推進体制構築事業』総合プロデューサー（青森県）
- 『食のとやまブランドマーケティング戦略委員会』マーケティングアドバイザー（富山県）
- 『農業政策短期特別研修　農業政策コース』講師（政策研究大学院大学）
- 群馬大学教育センター（大学院共通科目担当）非常勤講師（群馬大学）

2017年（平成29年度）
- 地域資源・農商工連携の認定評価委員及び補助金審査委員（関東経済産業局）
- 地域産品ブランド化推進体制構築事業　総合プロデューサー（青森県）
- 食のとやまブランドマーケティング戦略委員会　マーケティングアドバイザー（富山県）
- 首都圏販路開拓コーディネーター（公益財団法人やまぐち産業振興財団）
- 小規模事業者支援パッケージ事業　委員（和歌山県商工会連合会）
- 農業政策短期特別研修　農業政策コース　講師（政策研究大学院大学）

2016年（平成28年度）
- 需要創出型県内製品モデル開発事業・フラッグシップ製品づくりキーポイント獲得事業　総合プロデューサー（青森県）
- 首都圏販路開拓コーディネーター（公益財団法人やまぐち産業振興財団）
- 『森のめぐみプロジェクトキャンペーン』検討委員（林野庁）
- 農業政策短期特別研修　農業政策コース　講師（政策研究大学院大学）

2015年（平成27年度）
- 首都圏販路開拓コーディネーター（公益財団法人やまぐち産業振興財団）
- 農業政策短期特別研修　農業政策コース　講師（政策研究大学院大学）

2009年（平成21年度）
- 『にっぽんe物産市』中央事務局（経済産業省）

2008年（平成20年度）
- 『にっぽんe物産市』中央事務局（経済産業省）